# Kapucijnenplein (Brugge)
Het Kapucijnenplein is een pleintje in Brugge. Het ligt aan 't Zand, de Westmeers en het Koning Albert-park, net tegenover het Concertgebouw. Het plein ligt lager dan deze straten en leidt via enkele trappen tot aan de Kapucijnenrei.
Het plein werd aangelegd tijdens de heraanleg van 't Zand, die in 2018 werd afgerond.
De naam verwijst, net als het water, naar het kapucijnenklooster dat vroeger op de nabijgelegen Vrijdagmarkt stond.